# Chenolea diffusa
Chenolea diffusa är en amarantväxtart som beskrevs av Carl Peter Thunberg. Chenolea diffusa ingår i släktet Chenolea och familjen amarantväxter. Inga underarter finns listade i Catalogue of Life.